# Strijkkwartet nr. 7 (Dvořák)
Het Strijkkwartet nr. 7 in a klein, opus 16 is een compositie van de Tsjechische componist Antonin Dvořák. Hij schreef het werk in september 1874.

## Ontstaan
Dit zevende strijkkwartet werd binnen tien dagen gecomponeerd. Het zet de tendens voort die Dvořák bij de niet-voltooide derde versie van het zesde (opus 12; B40) had ingezet, namelijk wederom afstand nemen van de Neudeutsche Schule van Liszt en Wagner.
Er is sprake van een oriëntatie op de klassieke componisten (vooral op Beethoven) en van een nationaal, i.c. Slavisch, georiënteerd idioom. 

## Delen
- I Allegro ma non troppo: Heldere sonatevorm met week hoofdthema en beweeglijk neventhema.
- II Andante cantabile: Koraalachtige middensectie.
- III Allegro scherzando: Snel menuet.
- IV Allegro ma non troppo: Relatief vrije vorm. De toonsoort a klein wordt bijna consequent vermeden ten faveure van majeurtoonsoorten.

## Betekenis
Het zevende strijkkwartet is het eerste (kamermuziek)werk van Dvořák dat in druk verscheen, en wel al in 1875. De officiële première verzorgde het Bennewitz-kwartet, dat eerder het vijfde kwartet (opus 9; B37) had afgewezen.
- Bibliothèque nationale de France: cb14031772c (data)
- MusicBrainz work: 85045d13-8c85-49c0-85a4-079cbffaf85f
- Virtual International Authority File: 293294547

nr. 1 A · nr. 2 B · nr. 3 D · nr. 4 e · nr. 5 f · nr. 6 a · nr. 7 a · nr. 8 E · nr. 9 d · nr. 10 Es · nr. 11 C · nr. 12 F (Amerikaans) · nr. 13 G · nr. 14 As · Cipressen